# Ian Bairnson

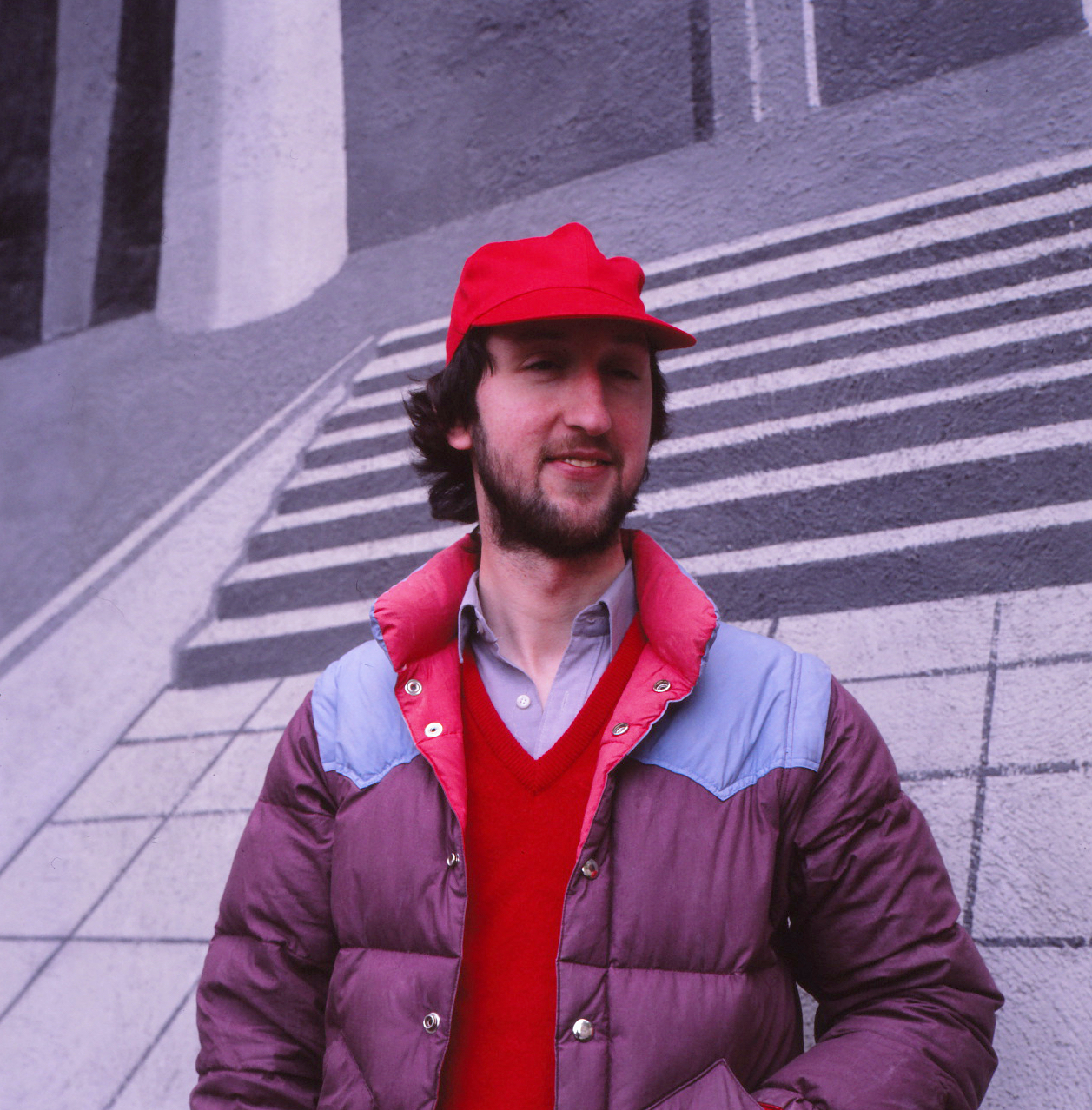
Ian Bairnson (1982)

Ian Bairnson (* 3. August 1953 in Lerwick als John Bairnson; † 7. April 2023) war ein britischer Musiker. Als Multiinstrumentalist spielte er Saxophon und Keyboard, wurde aber vor allem als Gitarrist bekannt. Er war eines der Kernmitglieder des Alan Parsons Projects.

## Leben und Karriere
Bairnson wurde 1953 in Lerwick auf den Shetlandinseln geboren. Als er neun Jahre alt war, übersiedelte seine Familie nach dem Tod des Vaters nach Edinburgh.
Er war Session-Gitarrist, bevor er 1973 mit den ehemaligen Bay-City-Rollers-Musikern David Paton und Billy Lyall in der Band Pilot zusammenarbeitete und die Gitarrenparts zu ihrer Hit-Single Magic beisteuerte. Diese Single war eine Auskopplung des ersten Pilot Albums From the Album of the Same Name. Zu dieser Zeit arbeitete Bairnson schon mit Alan Parsons in dessen Band The Alan Parsons Project zusammen. Es war diese Beziehung, die dazu beitrug, die meisten Mitglieder der Band (Bassist und Leadsänger Paton und Schlagzeuger Stuart Tosh) in das Alan-Parsons-Projekt einzubeziehen. Er spielte das Gitarrensolo in I Wouldn’t Want to Be Like You aus Parsons Album I Robot (1977).
Während der zeitgleichen Aufnahmen zu den Alben I Robot und Two’s a Crowd (mit David Paton als Pilot) kam es 1977 zu einer Zusammenarbeit mit Paul McCartney und Wings. McCartney nahm zur selben Zeit im Nachbarstudio der Abbey Road Studios seinen Titel Mull of Kintyre auf und suchte noch nach „echten, typischen“ schottischen Sängern für den Background-Gesang. So steuerten Bairnson und Paton ihren Gesang zu einem der größten Hits der Wings bei.
Als Gitarrist wirkte er auf jedem Album des Alan Parsons Project mit, einschließlich des Nebenprojekts Keats von 1984. Des Weiteren hat Bairnson auf Kate Bushs ersten vier Alben The Kick Inside (1978) (hier insbesondere das Gitarrensolo bei Wuthering Heights), Lionheart (1978), Never for Ever (1980) und The Dreaming (1982) gespielt.
1980 lernte Bairnson während der gemeinsamen Aufnahmen zu Eberhard Schoeners Album Time Square den Musiker und Komponisten Hermann Weindorf kennen. Ende desselben Jahres spielten sie zusammen bei Schoeners erster Klassik-Rock-Nacht im Circus-Krone-Bau in der Band mit Gary Brooker (Procol Harum), John Giblin, B. J. Wilson und Morris Pert. Aus dieser Zusammenarbeit entstand 1982 das Studioprojekt Panarama mit dem Album Can This Be Paradise. Die Besonderheit an diesem Album ist, dass hier auf zwei Titeln Ian Bairnson als Sänger zu hören ist: I Don’t Know und Run Away. Beide Stücke stammen auch aus seiner Feder.
Mit der Band Bucks Fizz, für die er zwei ihrer Top-20-Hits mitgeschrieben hat, nämlich If You Can’t Stand the Heat (1982) und Run for Your Life (1983), hat er zur selben Zeit zusammengespielt. 2009 wirkte er auf dem Album Fragments mit, einem Soloprojekt (Parzivals Eye) des deutschen Bassisten Chris Postl. Postl spielte in der deutschen Band RPWL. An Parzivals Eye zweitem Album Defragments aus dem Jahr 2015 war Bairnson ebenfalls beteiligt. Die Session-Arbeit hat ihn auch mit Musikern aus der ganzen Welt zusammengebracht, darunter deutsche Künstler wie Harold Faltermeyer sowie japanische wie Akira Inoue und Sugi Masamichi.
2002 nahm Bairnson zusammen mit David Paton unter dem alten Bandnamen Pilot das bis dahin nicht auf CD erschienene Album von 1977 Two’s a Crowd neu auf. Da es bis zu diesem Zeitpunkt noch Rechteprobleme mit dem Arista-Label gab, bei dem das Originalalbum ursprünglich erschienen war, mussten alle Titel komplett neu eingespielt werden. Hierzu hat David Paton sämtliche übrigen Instrumente selbst gespielt.
Bairnson lebte von 2003 bis 2013 in Spanien, wo er ein Aufnahmestudio hatte und weiterhin als Session-Gitarrist arbeitete. Er tourte mit verschiedenen Bands, zuletzt mit Junk (Bairnson, Pau Chaffer, Sarah Rope und Ángel Celada). Während seiner Session-Karriere hat er auf mehr als hundert Alben in verschiedenen Stilen gespielt. Zum Beispiel bei Yvonne Keeley, Joe Cocker, Jon Anderson, Chris de Burgh, Mick Fleetwood, Neil Diamond. Er spielte live mit Sting, Eric Clapton, Beverley Craven und vielen anderen.
Nachdem Bairnson 2013 nach Großbritannien zurückgekehrt war, traf er sich mit David Paton und nahm mit seinem alten Pilot-Weggefährten ein Album mit dem Titel A Pilot Project auf, auf dem sie Eric Woolfsons Erbe huldigten. Im November 2016 trafen sich Paton und Bairnson erneut und tourten mit einem Pilot-Revival und einigen Alan-Parsons-Project-Songs durch Japan.
2019 fügte Bairnson in zwei Songs auf Alan Parsons’ neuem Album The Secret Gitarrensoli hinzu, und zwar in Years of Glory und I Can’t Get There from Here. Er erkrankte an Demenz und starb am 7. April 2023 im Alter von 69 Jahren.

## Ian Bairnsons Hauptinstrument
Ein besonderes Merkmal von Ian Bairnsons Karriere war seine enge Beziehung zu einer 1974er Gibson Les Paul Custom Gitarre mit der Seriennummer 396135, die nicht nur zu seinem Markenzeichen wurde, sondern auf vielen seiner bekanntesten Aufnahmen zu hören ist. Diese Gitarre spielte eine zentrale Rolle in seiner musikalischen Laufbahn und war auf zahlreichen bedeutenden Produktionen zu hören, darunter die Alben von Pilot, The Alan Parsons Project und die ersten vier Alben von Kate Bush. Bairnson spielte das Instrument zumeist in Verbindung mit einem 50-Watt-Verstärker der Firma Marshall.
Diese besondere Les Paul Custom war eine 20th Anniversary-Ausgabe, die Bairnson 1974 in einem Geschäft namens Take Five in der Londoner Denmark Street für 315 £ erwarb. Die Gitarre, mit ihrer Kirsch-Sunburst-Lackierung und einem Ebenholzgriffbrett, zeichnete sich durch eine Mahagoni-Pancake-Korpusbauweise aus und war stets sein Hauptinstrument. Er verwendete sie sowohl auf der Bühne als auch im Studio bei Aufnahmen mit Künstlern wie Kate Bush, Pilot, Elton John und dem Alan Parsons Project.
Im Laufe der Jahre nahm Bairnson einige Modifikationen an der Gitarre vor, um den klanglichen und technischen Anforderungen seiner Arbeit gerecht zu werden. So ließ er die ursprünglichen Tonabnehmer durch Tom Holmes Vintage-Style-Humbucker ersetzen und fügte zwei Mini-Schalter hinzu, die es ihm ermöglichten, die Spulen der Tonabnehmer zu trennen und so eine größere Vielfalt an Sounds zu erzielen. Die originalen Mechaniken wurden durch stabilere Schaller-Tuner ausgetauscht, um die Stimmung auch bei intensiven Live-Auftritten besser zu halten. Weitere Veränderungen umfassten den Austausch der Kontrollknöpfe, des Sattels, des Schlagbretts sowie der Pickup-Einfassungen.
Ein herausragendes Beispiel für den Einsatz dieser Gitarre ist das Gitarrensolo auf Kate Bushs ikonischem Debütsong Wuthering Heights (1978). Bemerkenswerterweise spielte Bairnson das Solo mit einem Gipsverband an seinem rechten Arm, da er sich kurz zuvor bei einem Motorradunfall verletzt hatte. Trotz dieser Verletzung war er in der Lage ein Solo einzuspielen, das heute als eines der emotionalsten und prägnantesten in der Geschichte der Popmusik gilt. Seine Les Paul Custom war ebenfalls ein wichtiger Bestandteil bei den Pilot-Hits Magic und January, die in den 1970er Jahren weltweit Erfolge feierten und für die Bairnson mehrere Goldene Schallplatten erhielt.
Bairnsons Les Paul Custom blieb auch nach Jahrzehnten ein fester Bestandteil seines Equipments und war bekannt für ihren kraftvollen und präzisen Klang, den er auf unzähligen Aufnahmen einsetzte, darunter auch in Songs wie I Wouldn’t Want to Be Like You von The Alan Parsons Project. Diese Gitarre, zusammen mit seinen Vintage-Marshall-Verstärkern, wurde nach seinem Tod im Jahr 2023 bei einer Auktion von Gardiner Houlgate versteigert, wo sie den Zuschlag bei 17.000 £ erzielte und den Käufer inkl. Gebühren insgesamt 21.500 £ kostete.